# Erythrotherium parringtoni
L'eritroterio (Erythrotherium parringtoni) è un mammaliaforme estinto, appartenente ai morganucodontidi. Visse nel Giurassico inferiore (circa 195 - 200 milioni di anni fa) e i suoi resti fossili sono stati ritrovati in Sudafrica.

## Descrizione
Questo animale doveva essere grande all'incirca quanto un toporagno (gen. Blarina), e il cranio doveva essere lungo circa 2 centimetri. Si suppone che Erythrotherium fosse lungo all'incirca 10 centimetri esclusa la coda e che pesasse circa 20 - 30 grammi.
La mandibola era dotata di un condilo ben sviluppato e di un solco contenente altre ossa. L'articolazione primaria tra l'osso articolare e l'osso quadrato era probabilmente ancora presente. Non vi era, invece, una protuberanza per il supporto del coronoide, e il processo coronoide era sottile. Nella mandibola erano presenti quattro o cinque incisivi, un canino e sei o sette postcanini. Gli ultimi postcanini erano simili a quelli di Morganucodon, ma le cuspidi del cingulum erano meno sviluppate. I postcanini posteriori della mascella superiore, invece, erano diversi da quelli di Morganucodon in quanto consistevano di elementi a cinque cuspidi allineate antero-posteriormente. Le due cuspidi accessorie anteriore e posteriore erano della stessa taglia. Lo scheletro postcranico era relativamente gracile e piuttosto simile a quello di Megazostrodon. È probabile che Erythrotherium fosse dotato di ossa epipubiche, come i marsupiali e i monotremi attuali.

## Classificazione
Erythrotherium parringtoni venne descritto per la prima volta nel 1964 da A. W. Crompton, sulla base di resti fossili ritrovati nei Red Beds del gruppo Stromberg in Sudafrica. I fossili vennero inizialmente attribuiti al Triassico superiore, ma è molto più probabile che provenissero da depositi dell'inizio del Giurassico. Altri fossili attribuiti a Erythrotherium sono stati ritrovati in Lesotho.
Fin dalla sua prima descrizione, Erythrotherium è stato avvicinato al ben noto Morganucodon, del Triassico superiore e del Giurassico inferiore di Europa e Asia; malgrado alcune differenze della morfologia dentaria, è altamente probabile che i due animali fossero strettamente imparentati. Erythrotherium e Morganucosdon, insieme ad altri generi affini come Helvetiodon ed Eozostrodon, potrebbero a tutti gli effetti costituire un clade (Morganucodontidae) molto vicino all'origine dei veri mammiferi (Kielan-Jaworowska et al., 2004).